# وسیله نقلیه اسکورت

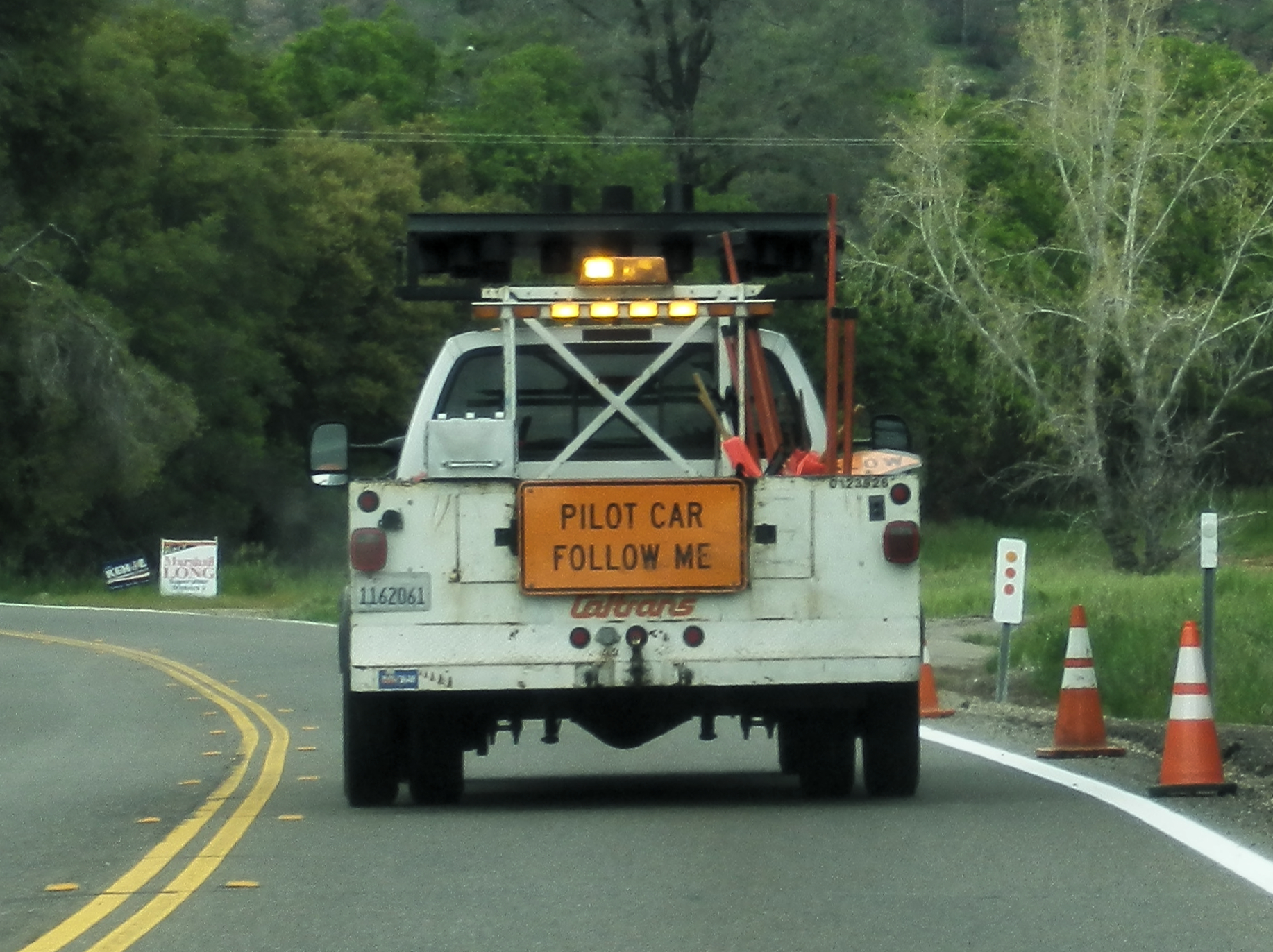
یک وسیله‌ی نقلیه‌ی اسکورت در کالیفرنیا

وسیلهٔ نقلیهٔ اسکورت (به انگلیسی: Escort vehicle) که در بیشتر مناطق به آن  وسیلهٔ نقلیهٔ خلبان گفته می‌شود.خودرویی است که برای محافظت به‌ کار می‌رود. این نوع وسیله نقلیه همراه کامیون هایی با بارهای بزرگ حرکت می کنند و خودروهای دیگر را در مسیر حرکت راهنمایی می‌کنند و همچنین در بسیاری از فرودگاه‌ها به هواپیماها از باند تا فرودگاه کمک می‌کنند. در بیشتر موارد، وسایل نقلیهٔ خلبانی توسط شرکت‌هایی ارائه می‌شود که در اسکورت کاروان  تخصص دارند، اگرچه وظایف محافظت، گاهی توسط وسایل نقلیهٔ پلیس انجام می‌شود (مخصوصاً برای رژه‌ها و مراسم تشییع جنازه یا محموله‌هایی که نیاز به سطح بالایی از امنیت در طول حمل‌ و نقل دارند). برخی از شرکت‌های اسکورت ، اختیارات ویژه‌ای برای کنترل ترافیک  اما از طریق تأیید دولتی دارند.اگر وزن كل ( محموله + وسيله نقليه ) وسائل نقليه حامل محمولات ترافيكی بيشتر از ۵۰ تن و تا ۶۲ تن باشد ، يك خودرو و اگر بيشتر از ۶۲ تن باشد ، دو خودرو برای اسكورت لازم است .

## اسکورت وسایل نقلیه بزرگ
وسایل نقلیه خلبان / اسکورت وسایل نقلیه ایمنی-عمومی هستند. آن‌ها معمولاً مجهز به رادیو CB یا رادیوهای دوطرفه برای برقراری ارتباط با یکدیگر هستند. طبق قوانین در یک جاده‌ی دوخطه، اسکورت در مقابل کامیونی که اسکورت می‌شود قرار می‌گیرد و در یک جاده چهار یا چندخطه، اسکورت به پشت کامیونی که اسکورت می‌شود منتقل می‌شود. بسته به اندازه بار، ممکن است بار به اسکورت‌های بیشتری نیاز داشته باشد، معمولاً یکی در جلو و دیگری در عقب.برای کامیون‌هایی با عرض یا بیش از حد ارتفاع، یک وسیله‌ی نقلیه‌ی اسکورت ۲۵۰۰ دقیقه تا ۱ مایل جلوتر از کامیون رانندگی می‌کند، تا اطمینان حاصل کند که جاده‌ی جلوتر می‌تواند ابعاد بزرگ کامیون را در خود جای دهد. اگر بار بزرگ‌تر از اندازه به اشیاءِ آویزان، مانند: پل‌ها، تابلوهای بالای سر یا خطوط برق برخورد کند، خودروی اسکورت می تواند به کامیون یا کاروان قبل از وقع حادثه هشدار بدهد و آنها را متوقف یا منحرف کند.
در طول مسیر ازپیش‌تعیین‌شده، که از قبل از جاده‌های باریک و اجسام کم‌ارتفاع از طریق چندین سال حمل‌ونقل ماشین‌های سنگین، ایمن است. اسکورت جلو باید دارای چراغ‌های ایمنی کهربایی باشد، که از ۳۶۰ درجه و حداقل تا فاصله‌ی ۵۰۰ فوتی قابل مشاهده باشد. تابلویی که «بار بزرگ» را نشان می‌دهد باید در جلو و عقبِ وسیله‌ی نقلیه‌ی اسکورت باشد، یا یک تابلو که «بار بزرگ» را در دو طرف نشان می‌دهد، ممکن است در بالای وسیله‌ی نقلیه نصب شود، علامت باید حداقل ۵ فوت عرض و ۱۲ اینچ ارتفاع، با حروف هشت‌اینچی با قلم‌مو ۲ اینچی باشد.
اسکورت جلو برای اطمینان از این است که به وسایلِ نقلیه‌ی روبه‌رو، از نزدیک شدن بار بزرگ هشدار داده شود. ازآنجایی‌که عبور خلبان/ اسکورت جلویی از خط‌به‌خط مقابل غیرقانونی است، توقف کامیون در ترافیک در جایی مانند یک پلِ باریک دشوار است، بنابراین اسکورت جلو معمولاً به اندازه‌ی کافی از کامیون فاصله می-گیرد تا بتواند هشدار های لازم از طریق رادیو CB در مورد ترافیک جلوتر را به راننده کامیون بدهد تا در صورت وجود ترافیک روی پل، راننده قبل از پل توقف کند و بعد از باز شدن ترافیک بدون ترس از روی پل حرکت کند. خلبان/ اسکورت عقب ممکن است وظایفی مانند: ماندن در یک یا چند خط به غیر از خطوطی که کامیون و بار اشغال کرده‌اند انجام دهد تا در زمانی که کامیون و تریلر به نوبت می‌رسند، ترافیک را مسدود کند. اسکورت عقب نیز ممکن است تغییر خط ناگهانی انجام دهد. معمولاً به این دلیل که کامیون به دلیل پایان خط یا مانعی در جاده‌ی جلویی، یا یک یا چند وسیله‌ی نقلیه‌ی پارک‌شده در شانه‌ی جاده؛ نیاز به تغییر خط دارد.در بریتانیا در سال ۲۰۱۷ انجمن حمل‌ونقل سنگین در ابتکاری، ایمنی جاده را با محوریت دو گواهینامه‌‌ی «صلاحیتِ جدید صادر شده توسط City & Guilds» برای رانندگان و مدیران اسکورت بار غیرعادی راه‌اندازی کرد. هدف این ابتکار بهبود ایمنی عمومی از طریق آموزش اسکورت‌های غیرعادی بار است که منجر به بهبود شایستگی می‌شود. درحال‌حاضر هر فرد ۲۱ ساله یا بالاتر، با گواهینامه‌ی خودرو، وسیله‌ی نقلیه، چند چراغ چشمک‌زن کهربایی و علامت بار غیرعادی، می‌تواند بدون آموزش، آگاهی از قوانین یا بررسی صلاحیت، اسکورت شود. [نیازمند منبع] دو سطح از دوره‌های شهر و اصناف برای اسکورت بار های غیر عادی وجود دارد. سطح ۲ گواهینامه صلاحیت در بارهای غیرعادی (راننده اسکورت) و سطح ۳ گواهینامه صلاحیت در بارهای غیرعادی (مدیر اسکورت) با هدف بهبود ایمنی جاده و تجهیز افراد است که با مهارت‌های لازم برای انجام وظایف اسکورت بارهای غیرعادی یا وسایل نقلیه با بار غیرعادی تعبیه شده است.